# Uspachus juquiaensis
Uspachus juquiaensis är en spindelart som beskrevs av Galiano 1995. Uspachus juquiaensis ingår i släktet Uspachus och familjen hoppspindlar. Inga underarter finns listade i Catalogue of Life.